# Morgan Kibby
Morgan Kibby, nota anche con lo pseudonimo di White Sea (Utqiaġvik, 3 maggio 1984), è una cantante, musicista e attrice statunitense.
Ha fondato la band baroque pop e dark cabaret The Romanovs, precedentemente nota come Morgan Grace e Morgan & The Hidden Hands, è stata cantante e tastierista del gruppo dream pop e synth pop M83 e attualmente ha un progetto solista, sotto il suo pseudonimo, dedicato all'electropop e alla dance elegante.
Ha anche scritto musica per altri artisti; in particolare, per i Panic! at the Disco ha co-scritto quattro brani di Death of a Bachelor, due dei quali li ha anche co-prodotti, e tre brani di Pray for the Wicked; per Lady Gaga ha invece co-scritto i tre interludi strumentali che danno il titolo all'album Chromatica. Talvolta Morgan Kibby fa anche da corista per vari artisti.
Kibby ha inoltre composto le colonne sonore per i film A Necessary Death e Bang Gang e ha prestato la voce per alcuni trailer, ad esempio per quelli di Harry Potter e il calice di fuoco e Orgoglio e pregiudizio.
Dal 1997 al 2004 ha anche fatto l'attrice; in particolare ha interpretato Gwen Taylor nella sitcom Eddie, il cane parlante, andata in onda su Nickelodeon dal 1999 al 2002.

## Discografia

### The Romanovs
- 2003 - Beggar's Alchemy (EP); pubblicato con il soprannome Morgan Grace
- 2005 - ...And the Moon Was Hungry...; pubblicato con il soprannome Morgan & The Hidden Hands
- 2007 - ...And the Moon Was Hungry...; versione definitiva dell'album precedente pubblicata con il soprannome The Romanovs. La tracklist è stata leggermente modificata, con tre brani sottratti e due aggiunti; le sezioni strumentali sono state in parte riarrangiate e ampliate, le linee vocali e i testi hanno subito alcune modifiche.

### M83
- 2008 - Saturdays = Youth
- 2011 - Hurry Up, We're Dreaming

### White Sea
- 2010 - This Frontier (EP)
- 2014 - In Cold Blood
- 2017 - Tropical Odds

### Sue Clayton
- 2023 – Rookie

### Colonne sonore
- A Necessary Death, regia di Daniel Stamm (2008)
- Bang Gang (une histoire d'amour moderne), regia di Eva Husson (2015)
- Ragazze elettriche – serie TV (2023)
- Wilderness - Fuori controllo (Wilderness), regia di So Yong Kim – miniserie TV (2023)

## Filmografia
- Secret Paths in the Forest (1997)
- Settimo cielo (1998)
- Eddie, il cane parlante (1999–2002)
- Boston Public (2001-2002)
- State of Grace (2002)
- Giudice Amy (2002)
- Hope To Die (2004)
- The Watcher (2022)